# Międzynarodowe Stowarzyszenie Komunikacji Wspomagającej i Alternatywnej
Międzynarodowe Stowarzyszenie Komunikacji Wspomagającej i Alternatywnej (The International Society for Augumentative and Alternative Communication – ISAAC) – międzynarodowe stowarzyszenie powołane w celu propagowania alternatywnych i wspomagających metod komunikacji (AAC) wśród osób niemówiących i ich rodzin oraz osób pracujących z nimi.

## Historia Stowarzyszenia
ISAAC powołane zostało w 1983 roku w Kanadzie.

## Misja
Członkami Stowarzyszenia są osoby prywatne i instytucje z około 50 krajów.
ISAAC stawia sobie za cal propagowanie metod AAC oraz ich rozwój, również w krajach rozwijających się. Międzynarodowy charakter ma umożliwić wymianę doświadczeń między użytkownikami AAC oraz profesjonalistami pracującymi z ich użytkownikami.